# Torre d'Arroyo Vaquero
La Torre d'Arroyo Vaquero, també anomenada Torre del arroyo Vaqueros, Torre del arroyo Baqueros, Torre d'Arroz i Torre de Barqueros, és una torre alimara situada al litoral del municipi de Estepona, a la província de Màlaga.
Es tracta d'una torre de 13 metres d'altura i 8,45 metres de diàmetre. Està situada als jardins de la urbanització Bahia Dorada, prop de la desembocadura del rierol Vaquero, del qual pren el seu nom. Sembla ser d'origen nassarita. Va ser reconstruïda en 1987.
Igual que altres torres alimeres del litoral mediterrani andalús, la torre formava part d'un sistema de vigilància de la costa emprat per àrabs i cristians i, com les altres torres, està declarada Bé d'Interès Cultural. En la costa de Estepona existeixen 7 d'aquestes torres.